# 2791 Paradise
2791 Paradise è un asteroide della fascia principale. Scoperto nel 1977, presenta un'orbita caratterizzata da un semiasse maggiore pari a 2,3958908 au e da un'eccentricità di 0,1729339, inclinata di 31,09344° rispetto all'eclittica.
L'asteroide è dedicato all'omonima località statunitense in California.